# Баттисти, Чезаре (политик)
Чезаре Баттисти (итал. Cesare Battisti, 4 февраля 1875 — 12 июля 1916) — австро-венгерский и итальянский политический деятель, ирредентист. Национальный герой Италии.

## Биография
Родился в Тренто, входившем тогда в состав Австро-Венгрии, в семье коммерсанта.
Учился во Флоренции и сделался приверженцем ирредентизма. При этом он также был сторонником социалистических идей, выступил в 1894 году соучредителем социалистической ассоциации «Общество студентов Трентино», состоял членом Социал-демократической партии Австрии и Итальянской социалистической партии.
После учёбы Баттисти вернулся в Австро-Венгрию, в 1911 г. был избран членом Рейхсрата.
Сразу же после начала Первой мировой войны Баттисти уехал из Австро-Венгрии в Италию, где вел агитацию за вступление Италии в войну против Австро-Венгрии.
После вступления Италии в войну в 1915 году Баттисти создал добровольческий батальон, сражался на фронте. В 1916 году во время битвы при Асиаго он попал в австрийский плен, после чего по обвинению в измене был приговорён к смертной казни и повешен.